# Heimbach (Bad Schwalbach)
 Heimbach  ist ein Stadtteil der Stadt Bad Schwalbach im hessischen Rheingau-Taunus-Kreis. Für den Stadtteil besteht ein Ortsbezirk mit Ortsbeirat.

## Geographische Lage
Heimbach liegt nördlich der Kernstadt Bad Schwalbach auf einer Höhe von rund 390 Meter in dem Tal des Heimbachs, einem linken Zufluss des Nesselbachs, der durch Bad Schwalbach der Aar zufließt. Die Gemarkung von Heimbach gehört zum Westlichen Aartaunus, einer naturräumlichen Untergliederung des westlichen Hintertaunus.

## Geschichte

### Überblick
Die älteste bekannte schriftliche Erwähnung von Heimbach erfolgte um das Jahr 1260.
Der Ort gehörte nach dem Weistum der 15 Dorfschaften, einer Urkunde im Hauptstaatsarchiv Wiesbaden vom 21. April 1489, zu den Überhöhischen Dörfern des Rheingaus und später zur Niedergrafschaft Katzenelnbogen.
Im Zuge der Gebietsreform in Hessen wurde die bis dahin selbständige Gemeinde Heimbach  zum 31. Dezember 1971 zusammen mit fünf Nachbargemeinden auf freiwilliger Basis in die Stadt Bad Schwalbach eingegliedert. Wie für jeden Stadtteil außerhalb der Kernstadt wurde durch die Hauptsatzung auch für Adolfseck ein Ortsbezirk mit Ortsbeirat und Ortsvorsteher eingerichtet.

### Territorialgeschichte und Verwaltung im Überblick
Die folgende Liste zeigt im Überblick die Territorien, in denen Heimbach lag, bzw. die Verwaltungseinheiten, denen es unterstand:
- 1530 und später: Heiliges Römisches Reich, Landgrafschaft Hessen, Niedergrafschaft Katzenelnbogen, Amt Hohenstein
- ab 1567: Heiliges Römisches Reich, Hessen-Rheinfels, Niedergrafschaft Katzenelnbogen, Amt Hohenstein
- ab 1583: Heiliges Römisches Reich, Landgrafschaft Hessen-Darmstadt, Niedergrafschaft Katzenelnbogen, Amt Hohenstein
- ab 1648: Heiliges Römisches Reich, Landgrafschaft Hessen-Kassel, Niedergrafschaft Katzenelnbogen, Amt Hohenstein
- 1806–1813: Kaiserreich Frankreich, Niedergrafschaft Katzenelnbogen (Pays réservé de Catzenellenbogen)
- ab 1816: Deutscher Bund, Herzogtum Nassau, Amt Langen-Schwalbach
- ab 1849: Deutscher Bund, Herzogtum Nassau, Regierungsbezirk Wiesbaden, Kreisamt Langen-Schwalbach (Trennung zwischen Justiz (Justizamt Langen-Schwalbach) und Verwaltung)
- ab 1854: Deutscher Bund, Herzogtum Nassau, Amt Langenschwalbach
- ab 1867: Königreich Preußen, Provinz Hessen-Nassau, Regierungsbezirk Wiesbaden, Untertaunuskreis
- ab 1871: Deutsches Reich, Königreich Preußen, Provinz Hessen-Nassau, Regierungsbezirk Wiesbaden, Untertaunuskreis
- ab 1918: Deutsches Reich, Freistaat Preußen, Provinz Hessen-Nassau, Regierungsbezirk Wiesbaden, Untertaunuskreis
- ab 1944: Deutsches Reich, Freistaat Preußen, Provinz Nassau, Untertaunuskreis
- ab 1945: Amerikanische Besatzungszone, Groß-Hessen, Regierungsbezirk Wiesbaden, Untertaunuskreis
- ab 1949: Bundesrepublik Deutschland, Land Hessen (ab 1946), Untertaunuskreis
- ab 1968: Bundesrepublik Deutschland, Regierungsbezirk Darmstadt, Untertaunuskreis
- am 31. Dezember 1971 als Stadtteil zu Bad Schwalbach
- ab 1977: Bundesrepublik Deutschland, Regierungsbezirk Darmstadt, Rheingau-Taunus-Kreis

### Einwohnerentwicklung

#### Einwohnerstruktur
Nach den Erhebungen des Zensus 2011 lebten am Stichtag dem 9. Mai 2011 in Heimbach 525 Einwohner. Darunter waren 24 (4,6 %) Ausländer.
Nach dem Lebensalter waren 78 Einwohner unter 18 Jahren, 216 zwischen 18 und 49, 123 zwischen 50 und 64 und 108 Einwohner waren älter.
Die Einwohner lebten in 249 Haushalten. Davon waren 87 Singlehaushalte, 93 Paare ohne Kinder und 57 Paare mit Kindern, sowie 9 Alleinerziehende und 6 Wohngemeinschaften. In 57 Haushalten lebten ausschließlich Senioren/-innen und in 174 Haushaltungen lebten keine Senioren/-innen.

#### Einwohnerzahlen
- 1587: 7 Hausgesesse

| Heimbach: Einwohnerzahlen von 1809 bis 2017 | Heimbach: Einwohnerzahlen von 1809 bis 2017 | Heimbach: Einwohnerzahlen von 1809 bis 2017 | Heimbach: Einwohnerzahlen von 1809 bis 2017 | Heimbach: Einwohnerzahlen von 1809 bis 2017 |
| --- | ------------------------------------------- | ------------------------------------------- | ------------------------------------------- | ------------------------------------------- |
| Jahr |                                             |                                             |                                             | Einwohner                                   |
| 1809 | 1809                                        |                                             | 112                                         | 112                                         |
| 1827 | 1827                                        |                                             | 127                                         | 127                                         |
| 1834 | 1834                                        |                                             | 137                                         | 137                                         |
| 1840 | 1840                                        |                                             | 165                                         | 165                                         |
| 1846 | 1846                                        |                                             | 167                                         | 167                                         |
| 1852 | 1852                                        |                                             | 161                                         | 161                                         |
| 1858 | 1858                                        |                                             | 165                                         | 165                                         |
| 1864 | 1864                                        |                                             | 183                                         | 183                                         |
| 1871 | 1871                                        |                                             | 181                                         | 181                                         |
| 1875 | 1875                                        |                                             | 179                                         | 179                                         |
| 1885 | 1885                                        |                                             | 170                                         | 170                                         |
| 1895 | 1895                                        |                                             | 160                                         | 160                                         |
| 1905 | 1905                                        |                                             | 160                                         | 160                                         |
| 1910 | 1910                                        |                                             | 147                                         | 147                                         |
| 1925 | 1925                                        |                                             | 150                                         | 150                                         |
| 1939 | 1939                                        |                                             | 140                                         | 140                                         |
| 1946 | 1946                                        |                                             | 213                                         | 213                                         |
| 1950 | 1950                                        |                                             | 224                                         | 224                                         |
| 1956 | 1956                                        |                                             | 203                                         | 203                                         |
| 1961 | 1961                                        |                                             | 203                                         | 203                                         |
| 1967 | 1967                                        |                                             | 230                                         | 230                                         |
| 1970 | 1970                                        |                                             | 268                                         | 268                                         |
| 1980 | 1980                                        |                                             | ?                                           | ?                                           |
| 1990 | 1990                                        |                                             | ?                                           | ?                                           |
| 2000 | 2000                                        |                                             | ?                                           | ?                                           |
| 2005 | 2005                                        |                                             | 573                                         | 573                                         |
| 2011 | 2011                                        |                                             | 525                                         | 525                                         |
| 2015 | 2015                                        |                                             | 554                                         | 554                                         |
| 2017 | 2017                                        |                                             | 577                                         | 577                                         |
| Datenquelle: Historisches Gemeindeverzeichnis für Hessen: Die Bevölkerung der Gemeinden 1834 bis 1967. Wiesbaden: Hessisches Statistisches Landesamt, 1968. Weitere Quellen: LAGIS; Stadt Bad Schwalbach; Zensus 2011 |                                             |                                             |                                             |                                             |

#### Religionszugehörigkeit
| Quelle: Historisches Ortslexikon |                                                                    |
| • 1885:                          | 130 evangelische (= 76,47 %), 40 katholische (= 23,53 %) Einwohner |
| • 1961:                          | 124 evangelische (= 61,08 %), 63 katholische (= 31,03 %) Einwohner |

## Kultur und Sehenswürdigkeiten
Der Obergermanisch-Raetische Limes verläuft am Nordrand der Gemarkung.
Das Vereinsleben wird von der Freiwilligen Feuerwehr und dem Heimbacher Carneval Club getragen. Seit 1983 gibt es ein Bürgerhaus am Ort.

## Wirtschaft und Infrastruktur

### Tourismus
Heimbach ist wie die ganze Region Teil des Naturpark Rhein-Taunus, der den Menschen eine naturnahe Erholung ermöglichen will. Gut die Hälfte der Gemarkung ist bewaldet und lädt mit zahlreichen gekennzeichneten Wegen die Kurgäste und die Einwohner der Kreis- und Kurstadt Bad Schwalbach zum Wandern ein.

### Verkehr
Heimbach liegt an der L 3456, die von der Bundesstraße 260 kommend, im Heimbachtal verläuft, für Heimbach selbst eigentlich den Charakter einer Ortsumgehung hat, und den größten Teil von Bad Schwalbach nördlich umgeht, um nach drei Kilometer an den Sportanlagen, dem Freibad und dem Kreishaus des Rheingau-Taunus-Kreises vorbei in die Bad Schwalbacher Bahnhofstraße (Bundesstraße 275) einzumünden. Diese führt 500 Meter weiter nach Osten zur Aarstraße im Aartal. Auf diese Weise liegt Heimbach verkehrsgünstig und doch ruhig in der Nähe der Kreisstadt Bad Schwalbach, und Taunusstein, Wiesbaden und das Rhein-Main-Gebiet sind schnell zu erreichen.